# 제2차 태평양 전쟁
제2차 태평양 전쟁 또는 브리타니아-일본 전쟁은 코드기어스시리즈와 애니메이션인 코드기어스 반역의 를르슈, 코드기어스 망국의 아키토의 전반적인 배경의 시작을 알리는 주요한 사건으로서 작중 세계 유일의 초강대국인 신성 브리타니아 제국의 일본 침공을 가리키며 이 전쟁에서 나이트메어 프레임이라는 로봇병기를 앞세운 브리타니아의 공세앞에서 일본은 패배하고 무조건 항복을 하여 신성 브리타니아 제국의 여러 식민지에 편입되어 에리어 11이라는 속주 번호를 부여받게 되었다. 전쟁의 배경은 사쿠라다이트라는 작중의 전략적 자원과 기타 국제정세로 인한 외교적 문제로 인해 일본과 브리타니아 간의 분쟁은 심각해지게 되었다. 이에 일본 군부는 본토결전을 외치고 수상인 쿠루루기 겐부는 온건적인 협상을 통한 문제의 해결을 도모하고자 한다. 그러나 겐부의 외교전략을 이해하지 못한 그의 아들에 의해 피살되어 일본은 결국 브리타니아의 선전포고를 받고 전쟁에 돌입하게 되었다. 본토결전은 결국 다양한 무기와 전략을 동반한 브리타니아군에 의해 패배로 끝을 맺고 말았다. 작중에서 일본의 방위를 담당하는 전력을 자위대가 아닌 일본군으로, 국방책임부서를 방위성이 아닌 군부로 부르는데 이는 제2차 세계대전과 미국의 부재로 인한 현재의 일본국의 수립이 결여되었기 때문에 일본 제국(구일본)이 지속되었다는 것을 단적으로 보여주는 것이다.